# SHAvite-3
SHAvite-3 — криптографическая хеш-функция, разработанная израильскими криптографами Эли Бихамом (англ. Eli Biham) и Ором Дункельманом (англ. Orr Dunkelman). Одна из четырнадцати участников второго раунда конкурса SHA-3, организованного NIST. SHAvite-3 основана на сочетании компонентов AES c фреймворком HAIFA. Данная хеш-функция использует такие криптографические примитивы, как сеть Фейстеля и конструкцию Девиса-Мейера. Семейство хеш-функций SHAvite-3 включает в себя два алгоритма — SHAvite-3256 и SHAvite-3512.

## Название
Название функции SHAvite-3 произносится как «шавайт шалош» (ивр. шавайт три‎). Авторы назвали её так по следующим причинам:
- Shavit переводится с иврита как комета — разработанная хеш-функция является защищённой и быстрой (фр. vite);
- Shavite — последователь Шивы — индусского божества;
- цифра 3 в названии — существовали две предыдущие версии, которые не были опубликованы.

## История
Алгоритм SHAvite-3 был специально разработан для участия в конкурсе SHA-3. В числе требований, предъявляемых к хеш-функции, была возможность получения дайджестов длиной 224, 256, 384 и 512 бит для замены семейства криптографических алгоритмов SHA-2. Авторы SHAvite-3 разработали две функции: SHAvite-3256 для генерации дайджеста длиной 224, 256 бит и SHAvite-3512 для генерации дайджеста длиной 384 и 512 бит. По результатам первого раунда конкурса была обнаружена уязвимость лежащего в основе алгоритма блочного шифра, которая, однако, не привела к компрометации хеш-функции.
Авторами была предложена модификация к первоначально заявленной на конкурс версии, чтобы повысить защищенность алгоритма. Изменение было названо улучшенной (tweaked) версией и касалось обоих алгоритмов SHAvite-3256 и SHAvite-3512. После этого последовало исправление ошибки в реализации раундовой функции AES и улучшена криптостойкость SHAvite-3512 путём увеличения количества раундов с 14 до 16. Функция дошла до второго раунда конкурса криптографических функций, но до финала не была допущена за недостаточную защищённость инициализации S-блоков, лежащих в основе блочного шифра, что приводило к относительно низкому уровню безопасности 512-разрядной версии. В то же время, хеш-функция имела относительно низкие показатели пропускной способности.

## Особенности дизайна
Особенностями хеш-функции SHAvite-3 являются:
- итерации функций сжатия для получения хеш-функции производятся с помощью алгоритма HAIFA;
- алгоритм позволяет получить хеш произвольной длины, не превышающий 512 бит;
- поддерживает соли;
- функция сжатия разработана с использованием известных и хорошо изученных компонент: сети Фейстеля, раундовых функций AES и регистров сдвига с линейной обратной связью.

## Алгоритм

### Раунд AES
В своей основе SHAvite-3 использует раунд AES. Раунд определяет операции над 128 битным числом {\displaystyle x}. Данные 128 бит разбиваются на 16 блоков по 8 бит, после чего блоки записываются в виде матрицы размера 4×4. Каждый элемент матрицы представляет значение в поле GF(28). Раунд состоит из последовательного применения операций SubBytes ({\displaystyle SB}), ShiftRows ({\displaystyle SR}), MixColumns ({\displaystyle MC}) и сложения по модулю 2 с раундовым ключом {\displaystyle subkey}.
{\displaystyle AESRound_{subkey}(x)=MC(SR(SB(x)))\oplus subkey}

### HAIFA
SHAvite-3 построен на режиме итераций для хеш-функций HAIFA. HAIFA задает правила, по которым выполняется дополнение сообщения до нужной длины, его сжатие со специальной функцией {\displaystyle C} и сокращение полученного на выходе значения до требуемой длины. Таким образом, вычисление хеш-функции по алгоритму SHAvite-3 заключается в выполнении последовательно нескольких шагов:
1. Дополнения сообщения {\displaystyle M} до некоторой длины, чтобы его можно было разбить на блоки равного размера. Обозначим дополненное сообщение {\displaystyle PM};
2. Разбиения дополненного сообщение на {\displaystyle l} равных по размеру блоков: {\displaystyle PM=(M_{1},M_{2},...,M_{l})};
3. Взятия некоторого начальное значения {\displaystyle h_{0}=C(MIV,m,0,0)}, где {\displaystyle MIV} — главное начальное значение, {\displaystyle m} — желаемый размер дайджеста;
4. Вычисления последующего значения согласно формуле {\displaystyle h_{i}=C(h_{i-1},M_{i},numBits,salt)}, где {\displaystyle numBits} — число захешированных к моменту вычисления {\displaystyle h_{i}} бит сообщения, включая текущий блок. Иначе говоря {\displaystyle numBits} — длина {\displaystyle (M_{1},M_{2},...,M_{i})}. Параметр {\displaystyle salt} — соль. В приложениях, где использование соли не требуется, авторы SHAvite-3 предлагают использовать {\displaystyle salt=0}, допуская при этом снижение безопасности и увеличение скорости вычислений[1];
5. Сокращения конечного значения {\displaystyle h_{l}} до требуемой длины {\displaystyle m}, это и будет результатом вычисления хеш-функции.

#### Дополнение сообщения
Если размер исходного сообщения — {\displaystyle A}, желаемый размер значения хеш-функции — {\displaystyle B}, а размер блока, с которым работает функция сжатия {\displaystyle C}, равен {\displaystyle n}, то дополнение сообщения {\displaystyle M}, которое имеет длину {\displaystyle len(M)}, до длины кратной {\displaystyle n} выполняется в следующем порядке:
1. К сообщению {\displaystyle M} приписывается в конец один бит со значением 1, получаем {\displaystyle (M,1)};
2. Приписывается значение {\displaystyle A}, которое кодируется {\displaystyle a} битами: {\displaystyle (M,1,A)};
3. Приписывается значение {\displaystyle B}, которое кодируется {\displaystyle b} битами: {\displaystyle (M,1,A,B)};
4. После бита 1 вставляется минимальное количество нулей, которое необходимо для того, чтобы длина полученного сообщения {\displaystyle PM} стала кратна {\displaystyle n}: {\displaystyle PM=(M,1,0,...,0,A,B)}. Количество нулей можно вычислить по формуле: {\displaystyle z=n-(len(M)+1+a+b)\ mod\ n}.

### Разновидности алгоритма
Алгоритм SHAvite-3 имеет две разновидности, различающиеся используемой функцией сжатия {\displaystyle C} и длиной дайджеста:
- SHAvite-3256 использует функцию сжатия {\displaystyle C_{256}} и позволяет получить хеш длиной до 256 бит;
- SHAvite-3512 использует функцию сжатия {\displaystyle C_{512}} и позволяет получить хеш длиной от 257 до 512 бит.

### Генерация дайджеста
Если исходное сообщение — {\displaystyle M}, и требуется получить дайджест длиной {\displaystyle 1\leq m\leq 512}, выполним следующую последовательность действий:
1. Определим {\displaystyle w}. Назовем первым случаем {\displaystyle 1\leq m\leq 256}, а вторым — {\displaystyle 256<m\leq 512}. В первом случае {\displaystyle w=256}, во втором — {\displaystyle w=512}.
2. Найдём {\displaystyle h_{0}=C_{w}(MIV_{w},m,0,0)}, где {\displaystyle MIV_{w}=C_{w}(0,0,0,0)};
3. Дополним сообщение до размера, кратного {\displaystyle n}=512 в первом случае или до {\displaystyle n}=1024 — во втором. Для этого воспользуемся процедурой, описанной ранее, считая {\displaystyle a}=64 в первом случае и {\displaystyle a}=128 — во втором. При этом в обоих случаях {\displaystyle b}=16;
4. Разобьём дополненное сообщение {\displaystyle MP} на блоки по {\displaystyle n} бит и вычислим все {\displaystyle h_{i}}, за исключением последних двух. Если длина исходного сообщения такова, что в результате дополнения сообщения в конце образовался блок, который не содержит ни одного бита исходного сообщения, то {\displaystyle h_{l-1}=C_{w}(h_{l-2},M_{l-1},len(M),salt)},{\displaystyle h_{l}=C_{w}(h_{l-1},M_{l},0,salt)}. В противном случае, {\displaystyle h_{l-1}} вычисляется по тем же формулам, что и предыдущие {\displaystyle h_{i}}, а {\displaystyle h_{l}=C_{w}(h_{l-1},M_{l},0,salt)};
5. Возьмём первые {\displaystyle m} бит {\displaystyle h_{l}}. Это и есть требуемое значение хеш-функции.

### ФункцииC256{\displaystyle C_{256}}иC512{\displaystyle C_{512}}
Принимают на вход четыре битовых вектора:
- Цепное значение (chaining value) с размером {\displaystyle m_{c}}=256 бит для {\displaystyle C_{256}} ({\displaystyle m_{c}=512} бит для {\displaystyle C_{512}});
- Блок сообщения с размером {\displaystyle n}=512 бит для {\displaystyle C_{256}} ({\displaystyle n}=1024 бита для {\displaystyle C_{512}});
- Соль с размером {\displaystyle s}=256 бит для {\displaystyle C_{256}} ({\displaystyle s}=512 бит для {\displaystyle C_{512}});
- Битовый счетчик с размером {\displaystyle b}=64 бита для {\displaystyle C_{256}} ({\displaystyle b}=128 бит для {\displaystyle C_{512}}).

На выходе получается вектор с размером 256 бит для {\displaystyle C_{256}} (512 бит для {\displaystyle C_{512}}).
Для реализации {\displaystyle C_{256}} и {\displaystyle C_{512}} используется конструкция Дэвиса-Мейера. Это значит, что цепное значение пересчитывается по формулам {\displaystyle h_{i}=E^{256}{(h_{i-1})}\oplus {h_{i-1}}} и {\displaystyle h_{i}=E^{512}{(h_{i-1})}\oplus {h_{i-1}}} соответственно.

#### ФункцияE256{\displaystyle E^{256}}
{\displaystyle E^{256}} — 12-раундовый блочный шифр. Данный блочный шифр является сетью Фейстеля, которая состоит из 12 ячеек Фейстеля. {\displaystyle E^{256}} принимает на вход 256-битный открытый текст {\displaystyle P}. Его можно разделить на две части {\displaystyle L_{0}} и {\displaystyle R_{0}} по 128 бит. {\displaystyle P=(L_{0},R_{0})}. Пересчёт значений на каждом раунде производится по формуле: {\displaystyle (L_{i+1},R_{i+1})=(R_{i},L_{i}\oplus F_{RK_{i}}^{3}(R_{i}))}.
Здесь {\displaystyle RK_{i}=(k_{i}^{0},k_{i}^{1},k_{i}^{2})} — вектор из трех ключей, различный для каждого раунда, а {\displaystyle F^{3}} — некая функция. В результате может быть вычислено возвращаемое значение: {\displaystyle E^{256}=(L_{12},R_{12})}.

##### ФункцияFk3{\displaystyle F_{k}^{3}}
Функция {\displaystyle F_{k}^{3}(x)} принимает на вход 128-битный текст {\displaystyle x} и 384-битный ключ {\displaystyle k}, который получается объединением трех 128-битных ключей {\displaystyle k=(k^{0},k^{1},k^{2})}. Она заключается в троекратном применении раунда AES: {\displaystyle F_{(k_{i}^{0},k_{i}^{1},k_{i}^{2})}^{3}(x)=AESRound_{0}(AESRound_{k_{i}^{2}}(AESRound_{k_{i}^{1}}(x\oplus k_{i}^{0})))}. Входной вектор {\displaystyle x} складывается по модулю 2 с ключом {\displaystyle k_{i}^{0}}, к результату применяются три раунда AES с разными ключами в следующем порядке: раунд AES с ключом {\displaystyle k_{i}^{1}}, ещё один раунд AES с ключом {\displaystyle k_{i}^{2}}, последний раунд с ключом 0 (128 бит).

##### Генерация ключей дляE256{\displaystyle E^{256}}
Для вычисления функции {\displaystyle E^{256}} требуется по три 128-битных ключа в каждом из 12 раундов. Для этого используется алгоритм генерации ключей из одного ключа. В качестве единственного ключа, из которого впоследствии будут созданы 36, используется совокупность блока сообщения (512 бит), соли (256 бит) и битового счетчика (64 бита). В алгоритме все операции производятся над 4-байтными значениями. Введем следующие обозначения:
- {\displaystyle msg[0],...,msg[15]} — блок сообщения;
- {\displaystyle cnt[0],cnt[1]} — битовый счетчик;
- {\displaystyle salt[0],...,salt[7]} — соль.

В результате работы алгоритма получаем 144 значения (также 4-байтных):
- {\displaystyle rk[0],...,rk[143]}

```
// Алгоритм генерации ключей для E^256 на языках C/C++

// Первые 16 значений результирующего массива 

// проинициализировать исходным сообщением

for
 
(
int
 
i
 
=
 
0
;
 
i
 
<
 
16
;
 
i
++
)
 
rk
[
i
]
 
=
 
msg
[
i
];

int
 
i
 
=
 
16
;

for
 
(
int
 
k
 
=
 
0
;
 
k
 
<
 
4
;
 
k
++
)
 
{

    
uint32_t
 
t
[
4
];

    
// Нелинейный шаг

    
for
 
(
int
 
r
 
=
 
0
;
 
r
 
<
 
2
;
 
r
++
)
 
{

        
// Выполнить раунд AES с ключем 0 над 128-битным значением,

        
// которое является суммой по модулю 2 ранее вычисленных элеменов 

        
// массива rk и соли (0-127 биты).

        
// 128-битный результат записать в массив t

        
AESRound0
(

            
rk
[
i
-15
]
^
salt
[
0
],
 
rg
[
i
-14
]
^
salt
[
1
],
 
rk
[
i
-13
]
^
salt
[
2
],
 
rk
[
i
-16
]
^
salt
[
3
],
 

            
&
t
[
0
],
 
&
t
[
1
],
 
&
t
[
2
],
 
&
t
[
3
]

        
);

        
for
 
(
int
 
j
 
=
 
0
;
 
j
 
<
 
4
;
 
j
++
)
 
rk
[
i
+
j
]
 
=
 
t
[
j
]
 
^
 
rk
[
i
+
j
-4
];

        
if
 
(
i
 
==
 
16
)
 
{
 
rk
[
16
]
 
^=
 
cnt
[
0
];
 
rk
[
17
]
 
^=
 
~
cnt
[
1
];
 
}

        
if
 
(
i
 
==
 
56
)
 
{
 
rk
[
16
]
 
^=
 
cnt
[
1
];
 
rk
[
17
]
 
^=
 
~
cnt
[
0
];
 
}

        
i
 
+=
 
4
;

        
// Такой же раунд AES, как и ранее, 

        
// но с оставшейся частью соли (128-255 биты)

        
AESRound0
(

            
rk
[
i
-15
]
^
salt
[
4
],
 
rg
[
i
-14
]
^
salt
[
5
],
 
rk
[
i
-13
]
^
salt
[
6
],
 
rk
[
i
-16
]
^
salt
[
7
],
 

            
&
t
[
0
],
 
&
t
[
1
],
 
&
t
[
2
],
 
&
t
[
3
]

        
);

        
for
 
(
int
 
j
 
=
 
0
;
 
j
 
<
 
4
;
 
j
++
)
 
rk
[
i
+
j
]
 
=
 
t
[
j
]
 
^
 
rk
[
i
+
j
-4
];

        
if
 
(
i
 
==
 
84
)
 
{
 
rk
[
86
]
 
^=
 
cnt
[
1
];
 
rk
[
87
]
 
^=
 
~
cnt
[
0
];
 
}

        
if
 
(
i
 
==
 
124
)
 
{
 
rk
[
124
]
 
^=
 
cnt
[
0
];
 
rk
[
127
]
 
^=
 
~
cnt
[
1
];
 
}

        
i
 
+=
 
4
;

    
}

    
// Линейный шаг

    
for
 
(
int
 
r
 
=
 
0
;
 
r
 
!=
 
16
;
 
++
r
)
 
{

        
rk
[
i
]
 
=
 
rk
[
i
-16
]
 
^
 
rk
[
i
-3
];

        
i
 
+=
 
1
;

    
}

}

```

Представленный выше алгоритм — модифицированная авторами версия. Единственное отличие от изначально отправленного на конкурс SHA-3 варианта — наличие операций побитового отрицания «~» счетчика{\displaystyle (cnt[0],cnt[1])}. Отрицание было добавлено, чтобы увеличить криптографическую стойкость хеш-функции. Наличие таких операций дает гарантию, что по крайней мере 4 из 8 байт счетчика будут ненулевыми.
Ключи {\displaystyle RK_{i}=(k_{i}^{0},k_{i}^{1},k_{i}^{2})} для вычисления функции {\displaystyle E^{256}} получаются из {\displaystyle rk[0],...,rk[143]} следующим образом:{\displaystyle k_{i}^{j}=(rk[y_{i}^{j}],rk[y_{i}^{j}+1],rk[y_{i}^{j}+2],rk[y_{i}^{j}+3])}, где {\displaystyle y_{i}^{j}=12*i+4*j}, {\displaystyle i\in [0,12),j\in [0,2)}.

#### ФункцияE512{\displaystyle E^{512}}
Данная функция реализована по аналогии с {\displaystyle E^{256}}, но принимает на вход 512-битный открытый текст {\displaystyle P}, который представляется в виде 4 частей по
128 бит: {\displaystyle P=(L_{0},A_{0},B_{0},R_{0})}. Пересчет выполняется по формуле {\displaystyle (L_{i+1},A_{i+1},B_{i+1},R_{i+1})=(R_{i},L_{i}\oplus F_{RK_{0,i}}^{4}(A_{i}),A_{i},B_{i}\oplus F_{RK_{1,i}}^{4}(R_{i}))} за 14 раундов (в обновленной версии авторы предложили использовать 16 раундов). {\displaystyle E^{512}=(L_{14},A_{14},B_{14},R_{14})}.

##### ФункцияFk4{\displaystyle F_{k}^{4}}
Принимает на вход 128 бит текста {\displaystyle x} и 512-битный ключ {\displaystyle k=(k^{0},k^{1},k^{2},k^{3})}. Вычисляется как 4 раунда AES. {\displaystyle F_{(k_{i}^{0},k_{i}^{1},k_{i}^{2},k_{i}^{3})}^{4}(x)=AESRound_{0}(AESRound_{k_{i}^{3}}(AESRound_{k_{i}^{2}}(AESRound_{k_{i}^{1}}(x\oplus k_{i}^{0}))))}.

##### Генерация ключей дляE512{\displaystyle E^{512}}
Для вычисления функции {\displaystyle E^{512}} требуется по восемь 128-битных ключей в каждом из 14 раундов. Всего — 112 ключей. Они составляются на основе блока сообщения (1024 бита), соли (512 бит) и битового счетчика (128 бита). Все операции производятся над 4-байтными значениями. Введем следующие обозначения:
- {\displaystyle msg[0],...,msg[31]} — блок сообщения
- {\displaystyle cnt[0],...,cnt[3]} — битовый счетчик
- {\displaystyle salt[0],...,salt[15]} — соль

В результате работы алгоритма получаем 448 значений (4-байтных):
- {\displaystyle rk[0],...,rk[447]}

```
// Алгоритм генерации ключей для E^512 на языках C/C++

// Первые 32 значений результирующего массива 

// проинициализировать исходным сообщением

for
 
(
int
 
i
 
=
 
0
;
 
i
 
<
 
32
;
 
i
++
)
 
rk
[
i
]
 
=
 
msg
[
i
];

int
 
i
 
=
 
32
;

for
 
(
int
 
k
 
=
 
0
;
 
k
 
<
 
7
;
 
k
++
)
 
{

    
uint32_t
 
t
[
4
];

    
// Нелинейный шаг (7 раз)

    
for
 
(
int
 
r
 
=
 
0
;
 
r
 
<
 
2
;
 
r
++
)
 
{

        
AESRound0
(

            
rk
[
i
-31
]
^
salt
[
0
],
 
rg
[
i
-30
]
^
salt
[
1
],
 
rk
[
i
-29
]
^
salt
[
2
],
 
rk
[
i
-32
]
^
salt
[
3
],
 

            
&
t
[
0
],
 
&
t
[
1
],
 
&
t
[
2
],
 
&
t
[
3
]);
 
// Раунд AES с ключем 0, соль 0-3

        
for
 
(
int
 
j
 
=
 
0
;
 
j
 
<
 
4
;
 
j
++
)
 
rk
[
i
+
j
]
 
=
 
t
[
j
]
 
^
 
rk
[
i
+
j
-4
];

        
if
 
(
i
 
==
 
32
)
 
{
 
rk
[
32
]
 
^=
 
cnt
[
0
];
 
rk
[
33
]
 
^=
 
cnt
[
1
];
 

                       
rk
[
34
]
^=
 
cnt
[
2
];
 
rk
[
35
]
 
^=
 
~
cnt
[
3
];
 
}

        
i
 
+=
 
4
;

        
AESRound0
(

            
rk
[
i
-31
]
^
salt
[
4
],
 
rg
[
i
-30
]
^
salt
[
5
],
 
rk
[
i
-29
]
^
salt
[
6
],
 
rk
[
i
-32
]
^
salt
[
7
],
 

            
&
t
[
0
],
 
&
t
[
1
],
 
&
t
[
2
],
 
&
t
[
3
]);
 
// Раунд AES с ключем 0, соль 4-7

        
for
 
(
int
 
j
 
=
 
0
;
 
j
 
<
 
4
;
 
j
++
)
 
rk
[
i
+
j
]
 
=
 
t
[
j
]
 
^
 
rk
[
i
+
j
-4
];

        
if
 
(
i
 
==
 
164
)
 
{
 
rk
[
164
]
 
^=
 
cnt
[
3
];
 
rk
[
165
]
 
^=
 
cnt
[
2
];

                        
rk
[
166
]
 
^=
 
cnt
[
1
];
 
rk
[
167
]
 
^=
 
~
cnt
[
0
];
 
}

        
i
 
+=
 
4
;

        
AESRound0
(

            
rk
[
i
-31
]
^
salt
[
8
],
 
rg
[
i
-30
]
^
salt
[
9
],
 
rk
[
i
-29
]
^
salt
[
10
],
 
rk
[
i
-32
]
^
salt
[
11
],
 

            
&
t
[
0
],
 
&
t
[
1
],
 
&
t
[
2
],
 
&
t
[
3
]);
 
// Раунд AES с ключем 0, соль 8-11

        
for
 
(
int
 
j
 
=
 
0
;
 
j
 
<
 
4
;
 
j
++
)
 
rk
[
i
+
j
]
 
=
 
t
[
j
]
 
^
 
rk
[
i
+
j
-4
];

        
if
 
(
i
 
==
 
440
)
 
{
 
rk
[
440
]
 
^=
 
cnt
[
1
];
 
rk
[
441
]
 
^=
 
cnt
[
0
];
 

                        
rk
[
442
]
^=
 
cnt
[
3
];
 
rk
[
443
]
 
^=
 
~
cnt
[
2
];
 
}

        
i
 
+=
 
4
;

        
AESRound0
(

            
rk
[
i
-31
]
^
salt
[
12
],
 
rg
[
i
-30
]
^
salt
[
13
],
 
rk
[
i
-29
]
^
salt
[
14
],
 
rk
[
i
-32
]
^
salt
[
15
],
 

            
&
t
[
0
],
 
&
t
[
1
],
 
&
t
[
2
],
 
&
t
[
3
]);
 
// Раунд AES с ключем 0, соль 12-15

        
for
 
(
int
 
j
 
=
 
0
;
 
j
 
<
 
4
;
 
j
++
)
 
rk
[
i
+
j
]
 
=
 
t
[
j
]
 
^
 
rk
[
i
+
j
-4
];

        
if
 
(
i
 
==
 
316
)
 
{
 
rk
[
316
]
 
^=
 
cnt
[
2
];
 
rk
[
317
]
 
^=
 
cnt
[
3
];

                        
rk
[
318
]
 
^=
 
cnt
[
0
];
 
rk
[
319
]
 
^=
 
~
cnt
[
1
];
 
}

        
i
 
+=
 
4
;

    
}

    
if
 
(
k
 
==
 
6
)
 
break
;
 
// не совершать 7 линейный шаг

    
// Линейный шаг (6 раз)

    
for
 
(
int
 
r
 
=
 
0
;
 
r
 
!=
 
32
;
 
++
r
)
 
{

        
rk
[
i
]
 
=
 
rk
[
i
-32
]
 
^
 
rk
[
i
-7
];

        
i
 
+=
 
1
;

    
}

}

```

Здесь, как и в 256-битной версии, единственное отличие улучшенной версии от первоначально отправленной на конкурс SHA-3 — наличие операций побитового НЕ «~» перед значениями счетчика. Наличие таких операций дает гарантию, что по крайней мере 4 из 16 байт счетчика {\displaystyle (cnt[0],cnt[1],cnt[2],cnt[3])} будут ненулевыми.
Далее ключи {\displaystyle RK_{p,i}=(k_{p,i}^{0},k_{p,i}^{1},k_{p,i}^{2},k_{p,i}^{3})} для вычисления функции {\displaystyle E^{512}} получаются из {\displaystyle rk[0],...,rk[447]} следующим образом:{\displaystyle k_{p,i}^{j}=(rk[y_{p,i}^{j}],rk[y_{p,i}^{j}+1],rk[y_{p,i}^{j}+2],rk[y_{p,i}^{j}+3])}, где {\displaystyle y_{p,i}^{j}=32*i+16*p+4*j}, {\displaystyle i\in [0,14),p\in [0,2),j\in [0,4)}.

## Быстродействие
В таблице представлены сравнительные данные скорости действия алгоритмов.
| Алгоритм                    | Скорость (тактов/байт) | Скорость (тактов/байт) |
| Алгоритм                    | 32 бит                 | 64 бит                 |
| --------------------------- | ---------------------- | ---------------------- |
| MD5                         | 7.4                    | 8.8                    |
| SHA-1                       | 9.8                    | 9.5                    |
| SHA-256                     | 28.8                   | 25.3                   |
| SHA-512                     | 77.8                   | 16.9                   |
| SHAvite-3256 (изм.)         | 35.3                   | 26.7                   |
| SHAvite-3256 (приб.)        | 26.6                   | 18.6                   |
| SHAvite-3256 (c инстр. AES) | < 8                    | < 8                    |
| SHAvite-3512 (изм.)         | 55.0                   | 38.2                   |
| SHAvite-3512 (приб.)        | 35.3                   | 28.4                   |
| SHAvite-3512 (c инстр. AES) | < 12                   | < 12                   |

Функция также может быть реализована аппаратно.
| Длина | Технология | Размер      | Пропускная способность |
| ----- | ---------- | ----------- | ---------------------- |
| 256   | ASIC       | 10.3 Kgates | 7.6 Mbps               |
|       |            | 55.0 Kgates | 604.4 Mbps             |
|       | FPGA       | 510 Slices  | 1.7 Mbps               |
|       |            | 3585 Slice  | 872.3 Mbps             |
| 512   | ASIC       | 18.5 Kgates | 4.7 Mbps               |
|       |            | 81 Kgates   | 907.7 Mbps             |
|       | FPGA       | 895 Slices  | 1.0 Mbps               |
|       |            | 7170 Slices | 1.12 Gbps              |

В таблице приведены данные, основанные на аппаратной реализации AES 2005 года, быстродействие на настоящий момент может оказаться лучше.